# Athyrma heterographa
Athyrma heterographa là một loài bướm đêm trong họ Erebidae.